# پستو
پستو (به ایتالیایی: Pesto) (تلفظ: [ˈpesto]) گونه‌ای سس است که خاستگاه آن به شهر جنوا در لیگوریا بر می‌گردد. سس پستو به صورت سنتی شامل سیر له شده، ریحان خرد شده و دانه کاج اروپایی است که با روغن زیتون، پنیر پارمیجانو و پنیر فیور ساردو (گونه‌ای پنیر گوسفندی) و گاها سیر مخلوط می‌گردد.